# Transplantation (film)
Pour les articles homonymes, voir Transplantation.
Pour plus de détails, voir Fiche technique et Distribution.
Transplantation (Tell-Tale) ou Le Pouls de la vengeance au Québec, est un film britannico-américain réalisé par Michael Cuesta, sorti en 2010.

## Résumé
Terry est un jeune père célibataire qui prend grand soin de sa fille atteinte de Fibrodysplasie ossifiante progressive. Sa vie prend un nouveau tournant lorsqu'il reçoit une greffe de cœur. Mais d'étranges maux de tête apparaissent, puis des visions. Son nouveau cœur semble battre à son propre rythme. Hanté par son passé, le cœur commence à prendre possession de Terry, à la recherche de l'assassin du donneur...

## Fiche technique
- Titre original : Tell-Tale
- Titre français : Transplantation
- Titre québécois : Le pouls de la vengeance
- Scénario : Dave Callaham, d’après la nouvelle Le Cœur révélateur de Edgar Allan Poe
- Directeur de la photographie : Terry Stacey
- Durée : 93 minutes
- Pays :  Royaume-Uni,  États-Unis
- Date de sortie : 18 août 2010 en  France

## Distribution
- Josh Lucas (V.Q. : Alexis Lefebvre) : Terry Bernard
- Lena Headey (V.Q. : Anne Bédard) : Elizabeth Clemson
- Brian Cox (V.Q. : Raymond Bouchard) : Phillip Van Doren
- Beatrice Miller (V.Q. : Ludivine Reding) : Angela Bernard
- Jamie Harrold : Kevin Stanovich
- Michael Kenneth Williams : Acherton
- Pablo Schreiber : Bernard Cochius
- Tom Riis Farrell : Legethon
- Ulrich Thomsen : Docteur Lethe
- Dallas Roberts (V.Q. : Patrick Chouinard) : Le chirurgien
- Cassandre Fiering : Frances Vieillard
- Peg Saurman Holzemer : Vieille femme en fauteuil roulant
- Scott Winters : Docteur Averman
- Kara Lund : Infirmière
- John Timothy Botka : Officier de police
- Allison Alexander : Présentatrice
- Tom Kemp : Inspecteur Hatzis
- Julia Ryan : Employée du musée
- Emilio Christopher Cuesta : Prétentieux
- Matthew Chausse : Membre de la famille Cochius

Source et légende : Version québécoise (V.Q.) sur Doublage Québec.